# Luis Portela Fernández
Luis Portela Fernández (Madrid, 1901 – Barcelona, 1983) va ser un polític espanyol, fundador del Partit Comunista d'Espanya (PCE).

## Biografia
De professió tipògraf, es va afiliar a les Joventuts Socialistes el 1917. A la fi de 1919 va ser escollit secretari adjunt del Comitè Nacional, protagonitzant al costat de la resta dels dirigents juvenils socialistes l'escissió tercerista que va donar naixement al Partit Comunista Espanyol a l'abril de 1920. En instaurar-se la dictadura de Primo de Rivera el 1923 es veu obligat a passar a l'exili en París, on treballa en el grup de Gabriel León Trilla i Julián Gorkin que forma l'adreça provisional del PCE. Expulsat de França resideix durant un temps en Bèlgica, tornant clandestinament a la capital francesa, en la qual és detingut el 1930. En proclamar-se la Segona República el 1931 torna a Espanya, període en el qual s'oposa a la llavors política sectària del PCE, encapçalada per José Bullejos i Manuel Adame.
Des d'aquest any és secretari de l'Agrupació Comunista Madrilenya, que dirigeix al costat d'Isidoro Acevedo i el mateix Gorkin, publicant el periòdic La Antorcha. L'Agrupació està influïda ideològicament per les posicions polítiques de Nikolai Bukharin, la qual cosa determinarà l'evolució política de Portela cap al Bloc Obrer i Camperol (BOC), liderat per Joaquim Maurín. Comença a col·laborar amb La Batalla i a l'octubre de 1932 encapçala la integració de l'Agrupació en el BOC, del que és escollit membre del Comitè Central. Amb aquesta condició es trasllada a Barcelona el 1933, fent-se càrrec de l'administració del diari Adelante, on defensa la creació de l'Aliança Obrera. Durant els fets del sis d'octubre de 1934 pren part en els combats a Barcelona, per la qual cosa és detingut i empresonat al vaixell-presó Uruguay. Serà condemnat a treballs forçats a perpetuïtat, però va obtenir l'amnistia després de la victòria electoral del Front Popular en les eleccions generals de 1936.
Durant la seva estada a la presó es produeix la fusió del BOC amb l'Esquerra Comunista, que dona naixement al Partit Obrer d'Unificació Marxista (POUM). En esclatar el cop d'estat del 18 de juliol es trasllada a València, on és escollit secretari de la federació del POUM de Llevant i director del seu periòdic, El Comunista. Des d'aquesta posició serà considerat l'exponent de l'ala més moderada del partit, tendent a l'entesa amb el Front Popular. Les seves diferències les exposarà en el ple ampliat del Comitè Central celebrat a Barcelona al desembre de 1936. Igualment va ser crític amb la participació del POUM en els fets de maig de 1937. Després de la repressió dels fets, Portela continuarà labors direcció del POUM a València, fins que és detingut i empresonat a l'agost de 1938. Condemnat a quinze anys de presó, serà posat en llibertat tan sols hores abans de l'abandó de València per part de les autoritats republicanes, al març de 1939.
Després del final de la Guerra Civil i la derrota del bàndol republicà es va traslladar a Madrid, des d'on viatjaria fins a Catalunya per poder exiliar-se a França. Després de fracassar torna a la capital on per sobreviure, canvia de personalitat i professió. No obstant això va continuar la seva militància en el POUM en la clandestinitat, sent delegat del partit en l'Aliança Nacional de Forces Democràtiques entre 1944 i 1947. El 1951 es trasllada a Barcelona recuperant la seva identitat i professió.
Després de la recuperació de la democràcia durant la Transició estarà present en la infructuosa reconstrucció del POUM, ingressant, com a molts dels seus components després de la seva dissolució, en el Partit dels Socialistes de Catalunya.
Escriví El nacimiento y los primeros pasos del movimiento comunista en España, un treball aparegut a Estudios de Historia social (nº 14, Madrid, juliol-setembre, 1980).